# VMware Fusion
VMware Fusion es un software de virtualización desarrollado por VMware, Inc. para ordenadores Macintosh con procesador Intel. Fusion permite correr en ordenadores Mac basados en Intel x86 como Windows, Linux, NetWare y Solaris y correr simultáneamente Mac OS como sistema principal que almacena a los demás sistemas operativos invitados usando una combinación de paravirtualización, virtualización de hardware y recompilación dinámica.

## Características
Fusion fue el primer sistema de virtualización en ordenadores con procesadores basados en Intel en salir al mercado gracias a la transición Apple-Intel. Fusion utiliza Intel VT, tecnología presente en los procesadores de la línea Intel Core. La mayoría de la tecnología que reside en VMware Fusion viene de otros productos de VMware, como VMware Workstation, permitiendo a Fusion ofrecer características como soporte para x64 y SMP desde las primeras versiones beta.
VMware Fusion 1.0 fue lanzado el 6 de agosto de 2007, exactamente un año después de ser anunciado.

## Requisitos del sistema
- Cualquier Mac con procesador Intel o Apple Silicon
- 8 GB de RAM (mínimo)
- 1.5 GB espacio libre en disco para la instalación de VMware Fusion
- 5 GB de espacio libre en disco para la instalación de cada máquina virtual (10 GB o más recomendado, dependiendo del SO invitado)
- macOS Monterey 12.0 o posterior[2]